# Сінькаси (Аліковський район)
Сінька́си (рос. Синькасы, чув. Çĕнкас Юнтапа) — присілок у складі Аліковського району Чувашії, Росія. Входить до складу Яндобинського сільського поселення.
Населення — 111 осіб (2010; 130 у 2002).
Національний склад:
- чуваші — 98 %